# Mortal Kombat 4
A Mortal Kombat 4 a negyedik és egyben első 3D-s játéka volt a Mortal Kombat-sorozatnak, ami játéktermekben, árkád gépeken jelent meg. Később átportolták PlayStation és Nintendo 64 konzolokra is, majd egy évvel később boltokba került a Mortal Kombat Gold, ami egy frissített változata a játéknak Sega Dreamcast konzolra. Érdekesség, hogy Ed Boon szerint a Mortal Kombat Gold is elkészült volna PC-re, akárcsak a Mortal Kombat 4, de a határidőből való kifutás miatt ez nem történt meg. Ez volt az első Mortal játék, ami teljes értékű 3D résznek számított, végleg maga mögött hagyva a 2D-s megvalósítást.

## Játékmenet
A fejlesztési szakasz korai stádiumában a Midway cég alkalmazottjai eldöntötték, hogy a korhoz és a követelményekhez híven egy háromdimenziós részt csinálnak. A későbbi interjúkban a játék egyik kitalálója, Ed Boon bevallotta, hogy a kezdeti tervek egy kétdimenziós játékról szóltak, háromdimenziós grafikával. Később ez jelentős akadályt jelentett, így arra az elhatározásra jutottak, hogy teljesen háromdimenzióssá fejlesztik a játékot a harcok és a mozgások érdekében.

## Karakterek

### Új karakterek
- Fujin - A szél istene. Fehér szeme van.
- Jarek - A Fekete Sárkány szervezet utolsó tagja
- Kai - Shaolin szerzetes, egyben Liu Kang barátja
- Quan Chi - Rejtélyes gonosz varázsló
- Reiko - Shinnok generálisa
- Shinnok - Egy bebörtönzött idősebb Isten, aki szintén a Mortal Kombat Mythologiesban jelent meg főellenfélként.
- Tanya - Édenia informátora.

### Visszatérő karakterek
- Liu Kang - Shaolin szerzetes, aki Shinnok elpusztítására törekszik
- Jax - A Különleges Alakulat tagja, aki megtudja, hogy Jarek még mindig él
- Johnny Cage - hollywoodi filmsztár, aki következő filmjét forgatja
- Raiden - A villám istene, aki ismét a halandók vezetőjeként lép elő
- Reptile - Zaterran harcos, aki azért szolgálja Shinnok-ot, hogy megmentse a birodalmát
- Scorpion - Élőhalott kísértet, aki ismét bosszút akar állni Sub-Zeron
- Sonya Blade - Szintén a Különleges Alakulat tagja, aki Jarek-et akarja elkapni
- Sub-Zero - A Lin Kuei klán tagja, aki megint Scorpion-t akarja elpusztítani
- Goro - A négykezű shokan, akinek nagyon sok szövetségese van

### Exkluzív Mortal Kombat Gold karakterek
- Cyrax
- Kitana
- Mileena
- Kung Lao
- Baraka

### Főellenfelek
- Shinnok

Ha a játékos Shinnok-kal játszik, a főellenfél Quan Chi lesz, ha pedig Goróval, akkor az előbbi kettő.
- Goro (al-főellenség)

Ha Goróval játszik (vagy csalással), akkor nem Goro lesz az ellenség, hanem kétszer egymás után Shinnok. 

### Rejtett karakterek
- Goro: Menjünk a HIDDEN gombra a védés billentyű folyamatosan nyomva tartásával, utána hármat kell lépünk és balra egyet, így Shinnok-on vagyunk. Ekkor megnyomjuk a futás gombot és együtt elengedjük mind a kettő billentyűt (a védést és a futást).
- Meat: Az összes karakterrel végig kell menni GROUP módban. Egy piros kocka jelöli annak a karakternek a portréját, akivel teljesítettük ezt a módot. Ha mindenki meg van, és bárkit választunk, Meat (egy húsos csontváz) lesz az általunk választott karakter.
- Noob Saibot: Rálépünk a HIDDEN gombra a futás billentyű folyamatos nyomva tartásával, utána kettőt lépünk fel (így Reiko-n vagyunk). Ekkor megnyomjuk a védés gombot és együtt engedjük el mind a védés, mind a futás billentyűt.

### Mortal Kombat Gold rejtett karakter
- Sektor: A Mortal Kombat Gold egy plusz rejtett karakterként megjelenő karaktere. Rálépünk a HIDDEN gombra a futás billentyű folyamatos nyomva tartásával és négyet lépünk, hármat balra (így Cyrax-en vagyunk). Ekkor lenyomjuk a védés gombot és együtt engedjük el a védés és a futás billentyűt.

### Elvetett és tervezett karakterek
- Kitana: A Mortal Kombat 4-ben eredetileg ő is benne lett volna, de mivel nem volt elég új karakter, ezért félredobták a készítők. Habár a Mortal Kombat 4-ben speciális külső csalással előhívható, ugyanis a játékban be van kódolva a karakter. Saját portréja nincs a játékban, Goróét használja. Kinézete Tanya modelljére hasonlít, de fekete ruhában van. Sonya mozdulatait használja és a kommentár nem mondja be, hogy "KITANA WINS", viszont maga a felirat győzelem esetén megjelenik. A neve, "KITANA" az életcsíkban megjelenik. A játéktermi verzióban ez eltér, ugyanis ott az életcsíkban nem szerepel a neve, viszont van saját portréja. Scorpion modelljét használja Johnny Cage mozdulataival együtt, s Reiko/Noob Saibot nyerési pózát használja. A Mortal Kombat Gold játékban viszont szabályos, játszható karakterként jelenik meg.

- Kano: Szintén tervezték a készítők a visszatérését, de a kevés új karaktermennyiségre tekintettel ez nem történt meg. Helyette Jarek került a játékba.
- Sindel: Tervezett karakter volt Sindel is a Mortal Kombat 3/Ultimate Mortal Kombat 3/Mortal Kombat Trilogy után, de kevés volt az új karakter a játékban. Végül Fujin váltotta fel.

### Mortal Kombat Gold elvetett karakter
- Belokk: Egy rejtélyes démoni kinézetű karakter, melyet eredetileg a Eurocom tervezett. A karakter végül félre lett dobva határidő ügy miatt.

## Történet

### A visszatérés
Shao Kahn vereséget szenvedett Liu Kang keze által, a Külső Világ egykori hatalma semmivé foszlott. Sindel királynő, Kitana hercegnő és Jade sikeresen elválasztotta Édeniát a császár birodalmától és megkezdték annak újjáépítését, ezzel elszakítva Kahnt legnagyobb nyersanyag- és emberutánpótlásától. És mivel a Halálos Viadalt végleg elvesztette, még legalább egy egész emberöltőig nem támadhatott rá a Földre. Az egykor hatalmas császár birodalmának vége volt. Csak egy maroknyi sereg maradt a parancsnoksága alatt, amit az újonnan kinevezett tábornok, Kano vezetett.
Mivel a Külső Világ ezzel teljesen kikerült a képből, az egykori Idősebb Isten, Shinnok úgy döntött, hogy évmilliókig tartó száműzetésének véget vet, visszatér a birodalmakba és bosszút áll azokon, akik bebörtönözték őt: az isteneken.
De először is egy szilárd bázis kellett neki az Árnybirodalmon kívül. Akárcsak egykoron Shao Kahn, ő is Édeniát szemelte ki erre a célra. Mivel azonban az édeniaiak jelentős mágikus hatalommal bírtak, és a birodalom már akkor jelentősen megerősítette a védelmét, Shinnok nem tudta volna egymaga lerohanni, márpedig a gyorsaság fontos volt a számára, mert úgy kellett megkaparintania a birodalmat, hogy az Idősebb Isteneknek ne lehessen idejük reagálnia rá és ismét szembeszállni vele. De Shinnok nem jutott volna el ilyen messzire az Árnybirodalomban sem, ha nem lett volna mindig egy terve.
Legelőször is egy hadsereg kellett neki, egy sereg, amivel képes volt megtartani Édeniát, miután elfoglalta. Erre a feladatra remekül megfelelt neki a Külső Világban vándorló tarkata horda, amit Baraka vezetett. A faj kegyetlen harcmodoráról és vérszomjáról volt ismert, ráadásul Baraka még mindig gyűlölte Kitanat, aki még régebben megölte a szeretőjét. Shinnok ezért elküldte első emberét, Quan Chit, hogy beszélje rá Barakat a csatlakozásra. A nekromantának nem kellett sokat győzködnie a tarkatákat, azok régóta vágytak már a harcra. Készségesen csatlakoztak Shinnok csapatához.
A hadserege már megvolt, már csak be kellett jutnia valahogy Édeniába észrevétlenül, hogy belülről támadhasson. Ehhez magától egy édeniaitól kapott segítséget. Az egyik édeniai nagykövet lánya, Tanya, már évekkel ezelőtt Shinnokot szolgálta titokban. Akkor találkoztak, amikor Tanya elkezdett érdeklődni a mágia iránt még Shao Kahn udvarában, és egyszer véletlenül utat nyitott magának az Árnybirodalomba. Shinnok segített neki kiaknázni mágikus erejét, Tanya pedig urául fogadta őt. Mikor Édenia pedig különvált a Külső Világtól, Tanya a családjával együtt visszakerült egykori hazájába. Apja egy régi diplomatacsaládból származott, az újjáalakult királyságban is ezt a tisztséget vette fel, Tanya meg szintén folytatta a családi hagyományokat, ő lett a királyság egyik fiatal nagykövete. Ezt a pozíciót használta ki, hogy segítsen Shinnoknak.

### Édenia elfoglalása
Shinnok összegyűjtötte legfőbb embereit: a nekromanta Quan Chit; a titokzatos árnyékot, Noob Saibotot; az egykori hercegnőt, Mileenat; és egy réges-rég őt szolgáló rejtélyes, de hűséges katonát, Reikot. A csapat magát menekülteknek adva ki, bebocsátást kért Édeniába, azt mondták, hogy Shao Kahn haragja elől menekülnek. Tanya a kapcsolatait kihasználva, elérte, hogy a „menekülteket” beengedjék a birodalomba.
Amint bekerültek, a csapat azonnal nekikezdett a feladatának. Noob Saibot rejtőzködőképességét kihasználva álmában rátámadt Sindelre és Kitanara, és bezárta őket a királyi palota tömlöcébe. Amint ez megtörtént, Shinnok átjárókat nyitott a Külső Világba, ahol Baraka és a tarkaták várakoztak ezalatt. A horda átözönlött az átjárókon és olyan gyorsan támadott, hogy az édeniai seregnek ideje sem volt arra, hogy védekezhessen. A katonák egy részét megölték, jó részüket elfogták, így Shinnoknak gyakorlatilag egy éjszaka sem kellett ahhoz, hogy egész Édeniát uralma alá hajtsa.
Amint ez bevégeztetett, az isten megbízta a három tábornokát, hogy vezesse az elfoglalt birodalmat, majd elindult Quan Chivel, hogy beteljesítse bosszúját. A három embere közül Mileena lett a parancsnok, Noob Saibot Shinnok parancsa értelmében a várható ellenállás leverésére kezdett előkészületeket tenni, míg a rejtélyes harmadik, Reiko a háttérben maradt, valószínűleg azért, hogy információkat szerezzen. A csapatukhoz csatlakozott a börtönökben megtalált és kiszabadított Reptile is, akit az Édeniai Bíróság népirtás vádjával akart elítélni, ezért tartották fogva. A négyes hosszabb távra akart berendezkedni, de hamarosan kellemetlen meglepetés érte őket...

### Shinnok bosszúja és a gyülekezés
Miután elhagyta Édeniát, legjobb embereire bízva a birodalmat, Shinnok magába a Mennybe nyitott magának átjárót. Az istenek ekkor még mindig hitetlenül álltak az Édeniában történtek előtt, nem voltak felkészülve arra, hogy Shinnok valaha is visszatérhet. A bukott isten ezt használta ki, mivel az amulettje nála, pontosabban Quan Chinél volt – bár ezt csak a varázsló tudta, senki más – az ereklye által megnövelt ereje segítségével sikerült rövid idő alatt majdnem az összes alacsonyabb rangú istent megölnie, de még maguk az Idősebb Istenek közül is sok áldozatot szedett. Végül a hatalmasabb isteneknek sikerült őt és Chi-t egyesült erejükkel kitaszítani a Mennyből és ideiglenesen lezárni azt, de tudták, hogy ez az állapot nem tarthat sokáig.
Raiden szemtanúja volt Shinnok mészárlásának és letaszításának. A viharisten tisztában volt vele, hogy ismét neki kell megállítania egykori ellenfelét, de félt a következményektől. Első csatájuk alkalmával majdnem teljesen kiirtották a szaurin fajt, az egykori civilizáció így is megsemmisült. Mivel nem akarta, hogy ez megismétlődjön, Raiden most a halandókat is bevonta a harcba: ismét összehívta a Föld Kiválasztott Harcosait.
Mielőtt Raiden elindulhatott volna a Földre, a Mennyekben megkereste őt Johnny Cage. Az egykori színész könyörgött Raidennek, hogy az adja vissza az életét, hadd csatlakozhasson ő is a Shinnok elleni harchoz. Mivel Raiden úgy gondolta, hogy minden egyes segítőre szüksége lehet, ezért beleegyezett, kieszközölte az Idősebb Isteneknél Cage felélesztését. A viharisten és a színész eztán elindult a harcosok összehívására.
Legelőször természetesen Liu Kanget hívták. Kang ekkoriban épp Kai-t edzette. Miután ráakadt a fiatal harcosra Amerikában, visszatértek Kínába, hogy a Wu Shi Akadémián a bajnok megtaníthassa Kai-t a Fehér Lótusz útjára. Mikor Raiden megjelent előttük és elmondta, hogy mi történt, Liu Kang először elutasította az istent, mivel Raiden azt is elmondta, hogy Kitanat Édeniában bebörtönözték. Kang elindult oda, hogy kiszabadítsa a hercegnőt. Kai viszont készségesen állt a viharisten rendelkezésére, és miután Kang biztosította róla, hogy remek harcos a kora ellenére, Raiden magával vitte őt.
Aztán a két amerikai különleges ügynök, Jax és Sonya következett. A páros ekkoriban a Külvilág Felügyelő Ügynökségben vállalt szerepük mellett újra egy Fekete Sárkány-taggal, Jarekkel volt elfoglalva. A hosszú ideje fogságban tartott bűnöző megszökött a Különleges Alakulat börtönéből, és állítólag átjutott egy másik birodalomba. Raiden ajánlata épp kiegészítette így a feladatukat, a páros a bolygó védelmében készségesen csatlakozott az istenhez.
Végül már csak egy harcos maradt, mind közül talán az egyik legerősebb: Sub-Zero. Raiden neki is felajánlotta a csatlakozás lehetőségét. A ninja segíteni akart a Földön és a többi birodalmon, de nem csatlakozott a csapathoz, egymaga indult ek Shinnok ellen. Nem a vakmerőség vezette, hanem az, hogy megtudta, a Lin Kuei-nek sikerült újraaktiválnia Sektort és ismét utána küldték. Sub-Zero nem akarta veszélyeztetni a harcosokat és a küldetésüket, ezért indult el egymaga Shinnok ellen.

### Scorpion bosszúja
Quan Chinek valahogy sikerült megtudnia, hogy Sub-Zero is csatlakozott ismét a Föld Kiválasztott Harcosaihoz és azt is, hogy egyedül indult el, bár a pontos okkal nem volt tisztában. Mivel Sub-Zero addigra már jóval erősebb lett, mint a bátyja volt akkor, amikor Raiden megbízásából évekkel azelőtt legyőzte Quan Chit, hogy visszaszerezze Shinnok amulettjét, így csakis a ninja volt az, akitől Chi igazán tartott a harcosok közül. És mivel a bátyját Scorpion ölte meg, hogy beteljesítse bosszúját, így a nekromanta számára logikusnak tűnt, hogy ismét a szellem végezze el a piszkos munkát. Visszatért az Árnybirodalomba, ahol felkereste az egykori ninját. Azt hazudta neki, hogy bár igaz, hogy a jelenlegi Sub-Zero idősebb testvére ölte meg régen Scorpiont, de a klánjának, köztük családjának lemészárlásában a fiatalabbik is tevékenyen részt vett. Scorpion elhitte a szavait, és, hogy végre beteljesítse a bosszúját a családja gyilkosán is, elment az Árnybirodalomból, hogy levadássza Sub-Zerot.
Sub-Zeronak fogalma sem volt a nyomában járó szellemről, ő csak Sektort akarta lerázni és eljutni a Külső Világba, ahol Shinnok tartózkodott éppen. Az első kívánsága gyorsan teljesült, mivel a kiborg hamar a nyomára akadt, de ezúttal Sub-Zero egyedül is le tudta győzni őt. Sektor nem sérült meg súlyosabban, de a programozása károkat szenvedett, és kiszámíthatatlanul kezdett viselkedni. Sub-Zero ezt akkor még nem tudta, miután a kiborg leállt, folytatta útját.
A ninja eljutott a Külső Világba, ott is egy elhagyatott erődbe, amit Shinnok és Quan Chi használt akkor központjuknak. Az erőd alagsorában futott össze végül Scorpionnal, aki megvádolta őt a családja meggyilkolásával, majd rátámadt. Sub-Zero nem tehetett mást, védekezett, bár az egész küzdelem alatt ártatlanságát hangoztatta. A szellem nem hitt neki, végül egy hosszú és emlékezetes harc után Sub-Zero fölé kerekedett. Míg Scorpion arra készült, hogy a földön fekvő ellenfelének megadja a kegyelemdöfést, felbukkant a harcot titokban végignéző Quan Chi, aki azt hitte, hogy Sub-Zero már a halálán van. A nekromanta ekkor elmondta Scorpionnak az igazságot: Chi volt az, aki a Lin Kuei-el kötött megállapodása értelmében egymaga mészárolta le az egész Shirai Ryu-klánt, köztük a Hasashi-családot. A nekromanta eztán nekikezdett egy varázslatnak, ami visszaküldte Scorpiont az Árnybirodalomba. De nem számított rá, hogy Scorpion milyen gyors: mielőtt befejezhette volna a varázslást, a szellem odarohant hozzá és megragadta őt, mindkettejüket az Árnybirodalomba küldve. És hogy még rosszabb legyen a nekromanta helyzete, egy olyan régióba kerültek, ahol a mágusok ereje egyre gyorsabban elkezd fogyni...

### A bajnok útja
Miután elvált Kai-tól és Raidentől, Liu Kang elment Édeniába, hogy kiszabadítsa szerelmét, Kitanat. A birodalomba érve szörnyülködve vette tudomásul, hogy a tarkaták gyakorlatilag átvették az uralmat. Ekkor találkozott Tanyaval, aki pontosan tudta, hogy Kang veszélyeztetheti a terveiket. Felajánlotta a bajnoknak, hogy segít neki bejutni a palotába. Liu elfogadta az ajánlatot, de Tanya valójában egy csapdába vezette őt. Kang éppen csak meg tudott menekülni onnan, amit jórészt Jade-nek köszönhetett, aki szemtanúja volt Tanya hazaárulásának és a csapdája előkészítésének. A nő visszaküldte Liu Kanget a Földre, hogy az ne egyedül, hanem egy csapatnyi harcossal térjen inkább vissza. Jade eztán megpróbálta megkeresni Tanyat, de ez nem sikerült neki, Tanya eltűnt előle és még egy jó ideig nem is talált rá azután.
Miközben Kang a kiszabadításán fáradozott, Kitana sikeresen megszökött a börtönből, volt már benne tapasztalata. Nem tudta, de a néhai testvére, Mileena direkt hagyta, hogy kijusson a onnan, mivel a klón egy igazi küzdelemben akarta bebizonyítani mindenkinek, hogy valójában ő a jobb harcos. Ezért szembeszállt a hercegnővel, de Kitana ismét jobb volt nála. Ezúttal nem ölte meg Mileena, hanem bebörtönözte őt, abban a reményben, hogy ha már belőle készítették, hátha egy nap Mileena is megtalálja a lelkében lakozó jóságot.
Liu Kang ezalatt visszatért a Külső Világba, ahova Raiden és a csapata már megérkeztek míg ő Édeniában volt. Az erőd előtt, ahol Shinnok és Quan Chi tartózkodtak, a csapat rábukkant Jarekre is. Mikor a fegyenc meglátta Sonyát és Jaxet, bemenekült az erődbe, és egyenesen Shinnok tróntermében lyukadt ki. A csapat szorosan a nyomában volt, így Jarek két tűz között találta magát. Mivel nem tudta, hogy Shinnok kicsoda, és csak azt látta, hogy egymaga van a földiek ellen, ezért Jarek ideiglenesen összefogott Raidenékkel.
Bár valójában nem lett volna sok esélyük egy Idősebb Isten ellen, pláne egy olyan ellen, aki birtokolta a Szent Amulettet, de szerencséjükre a talpuk alatt Scorpion éppen akkor küldte magával együtt vissza Quan Chit az Árnybirodalomba, elszakítva a nekromantát és az amulett erejét is az istentől. A csapatnak így már volt esélye Shinnok ellen. Egy rövid, de kegyetlen küzdelem után végül maga Liu Kang győzte le a bukott istent, Raiden pedig ismét száműzte őt a pokolba. A világ ismét felszabadult a Shinnok által jelentett fenyegetéstől.

### Elvarratlan szálak
Shinnok bukása után Liu Kang, Kai, Johnny Cage, Raiden és Sub-Zero is visszatért a Földre, de Sonya és Jax maradt még, hogy befejezzen egy ügyet. A Shinnok elleni csata alatt ugyanis Jarek megszökött a küzdelemből és átjutott egy átjárón keresztül Édeniába. A két ügynök követte őt a harc végeztével. A másik birodalomban szétváltak, a fegyencet Sonya találta meg hamarabb.
Jarekre egy szakadék szélén talált rá. A Fekete Sárkány-tag rátámadt a nőre, de Sonya jobbnak bizonyult nála, levetette őt a szakadék mélyére. Miután Jarek bevégeztetett, a páros is visszatért a Földre, hogy folytassa a Külvilág Felügyelő Ügynökségben történő munkáját.
Mivel Shinnok elvesztette hatalmát, legerősebb szolgái erejének jó része is eltűnt. Mileena börtönben volt, Noob és Reiko pedig legyengült, Kitananak és Sindelnek gyorsan sikerült újjászerveznie az édeniai sereget és pillanatok alatt elűzték a megszállókat. Noob Siabot visszatért a Külső Világba és újra Shao Kahn szolgálatába állt, Reptile őrült bolyongásba kezdett, Reiko eltűnt és jó ideig nem is került elő, Baraka és a tarkaták pedig ismét csak a külső világi pusztákon találták magukat. Tanya, az áruló is eltűnt, Jade legnagyobb sajnálatára. Mikor végre Édeniában is visszaállt a rend, Kitana döntő lépésre szánta el magát: kaput nyitott a Földre és megkérte Liu Kanget, hogy csatlakozzon hozzá, hogy királyi párként együtt uralják Édeniát. Bár Liu Kang valójában másra se vágyott, végül a felelősségérzete győzött, és mint a Halálos Viadal jelenlegi bajnoka és a Föld védelmezője, visszautasítota a hercegnőt. Bár szomorú volt, Kitana elfogadta Kang döntését, és végleg búcsút vett tőle.
Kai az elmúlt események hatására nem ment vissza többé a Wu Shi Akadémiára. Elhatározta, hogy körbejárja a Földet, és, ha teheti, a többi birodalmat is, hogy megtalálja a lelki békéjét. Elbúcsúzott mesterétől, Kangtől, és nekiindult a nagy útnak...
Miután Raiden visszatért a Földre és megbizonyosodott róla, hogy a harcosai rendben vannak, visszament a Mennybe, ahol az Idősebb Istenek visszautasíthatatlan ajánlattal álltak elő: felajánlották, hogy Raident a szolgálataiért - és hogy feltöltsék a Shinnok által megfogyatkoztatott soraikat - az Idősebb Istenek közé emeljék. Raiden boldogan fogadta el az ajánlatot. Felemelkedése előtt már csak a Föld új védelmezőjét kellett kijelölnie. A választott isten Fujin lett, aki Raidenhez hasonlóan a földiek nagy barátja volt. A szélisten örömmel elfogadta a tisztséget és megígérte Raidennek, hogy gondját viseli a birodalomnak, amiért a legújabb Idősebb Isten annyi mindent tett. Miután mindenki visszatért a régi vagy az új életéhez, és Johnny Cage megkapta az Oscar-díjat az események filmes feldolgozásáért, béke köszöntött a Földi Birodalomra, amit csak jóval később tört meg egy, minden eddiginél veszélyesebb ellenfél...

## Új elemek a játékban
- Az MK4 az első Mortal játék volt, aminek a karaktereit számítógéppel alkották meg, bár a karakterek szövettérképének lemodellezésére ismét színészeket kértek fel. Ezek forradalmi újítások voltak, de ez annak rovására ment, hogy a karakterek elavultnak tűnnek.
- Az MK4-ben szerepet kapott egy korlátozott fegyveres rendszer is, ami annyiból állt, hogy ha a játékos a megfelelő kombinációt üti be, megjelenik egy fegyver a kezében, amivel erősebben megsebezheti az ellenfelet, valamint neki is dobhatja.

## Fogadtatás
A kezdeti reakciók a játékot illetően nem voltak túl biztatóak. Sok rajongónak és kritikusnak nem tetszett, hogy a sorozatot 3D-s környezetbe helyezik át. Bár olyan erős volt a reklám és marketingkampány, valamint az ország körüli bemutatás, hogy a játékosok is úgy kedvelték ezt a részt, mint az előzőket.